# Lucio Betilieno Varo
Lucio Betilieno Varo (Lucius Betilienus Varus; fl. II secolo a.C.) è stato un magistrato (censore) romano vissuto intorno alla seconda metà del II secolo a.C., di probabili origini sabine.
È nominato in un'epigrafe rinvenuta nella città laziale di Alatri nel luogo un tempo occupato dal Foro e conservata nel Museo Civico  cittadino, databile tra la seconda metà del II sec. e gli inizi del I secolo a.C.: in essa si elogiano e si enumerano le grandi opere pubbliche ed architettoniche fatte realizzare dal censore Lucio Betilieno Varo per l'antica Aletrium. 
Betilieno fu uno dei più benemeriti cittadini di Alatri; essendo ricco per censo e per possessi fu dal Senato eletto due volte Censore, cioè preposto alla cura delle costruzioni cittadine. Nei dieci anni di censorato, durante un lungo periodo di pace dopo la prima guerra punica, arricchì la città di importanti opere pubbliche, così tecnicamente perfette da destare l'ammirazione dell'ingegneria moderna: molte vie, il portico che conduce all'Acropoli, una piscina, un serbatoio per la raccolta dell'acqua, sedili pubblici, il macello ecc. Ma l'opera più imponente è senz'altro l'acquedotto che portava l'acqua dalle sorgenti nelle vicinanze dell'attuale Guarcino ed è stato datato come il più antico acquedotto ad alta pressione che la storia romana conosca.
La figura di Betilieno Varo aiuta a comprendere l'atteggiamento dei Romani nei confronti delle popolazioni alleate, in particolare riguardo alle modificazioni urbanistiche, e alle tecniche di costruzione.